# Helgaudus van Montreuil
Helgaudus van Montreuil (overleden in 926) was in de 9e en 10e eeuw graaf van Montreuil.

## Levensloop
De familiale afkomst van Helgaudus is onduidelijk. Volgens onomastieke beschouwingen zou hij een afstammeling kunnen zijn van de Unruochingen, die zich rond 880 in Artesië en Boulonnais installeerden. 
Rond 877 kwam hij in het bezit van de stad Montreuil, die later mee de basis zou vormen van het graafschap Ponthieu. Helgaudus ontving er monniken die door de invasie van de Vikingen in ballingschap moesten gaan en overtuigde hen om in Montreuil te blijven, waar ze in 926 de Abdij van Saint-Walloy stichtten. Vermoedelijk was hij ook abt van de Abdij van Saint-Riquier.
In 926 sneuvelde Helgaudus toen hij samen met graaf Herbert II van Vermandois en koning Rudolf van Frankrijk de wapens opnam tegen Vikingenleider en hertog van Normandië Rollo.
De naam van zijn echtgenote is niet overgeleverd. Wel is bekend dat ze minstens drie kinderen kregen:
- Herluinus (overleden rond 945), graaf van Montreuil
- Erard, heer van Ham
- Lambert, sneuvelde tijdens een veldslag die hij voerde om de dood van zijn broer Herluinus te wreken.